# Суперкубок Брунею з футболу 2004
Суперкубок Брунею з футболу 2004  — 3-й розіграш турніру. Матч відбувся 6 травня 2005 року між чемпіоном і володарем Кубка Брунею клубом ДПММ та фіналістом Кубка Брунею клубом МС АБДБ.
| Володар Суперкубка Брунею 2004 |
| ------------------------------ |
|                                |
| ДПММ Другий титул              |

## Матч

### Деталі
| 6 травня 2005 |

| ДПММ                                          | 4:3 | МС АБДБ                          |
| --------------------------------------------- | --- | -------------------------------- |
| Яакуб 42' Комар 78' Амботанг 83' Вуянович 85' |     | Юсуф 22', 30' (пен.) Сухарді 72' |

| Хассанал Болкіах, Бандар-Сері-Бегаван |